# Defiance (Iowa)
Defiance és una població dels Estats Units a l'estat d'Iowa. Segons el cens del 2000 tenia 346 habitants.

## Demografia
Segons el cens del 2000, Defiance tenia 346 habitants, 125 habitatges, i 98 famílies. La densitat de població era de 334 habitants per km².
Dels 125 habitatges en un 40% hi vivien nens de menys de 18 anys, en un 69,6% hi vivien parelles casades, en un 8% dones solteres, i en un 20,8% no eren unitats familiars. En el 19,2% dels habitatges hi vivien persones soles el 8,8% de les quals corresponia a persones de 65 anys o més que vivien soles. El nombre mitjà de persones vivint en cada habitatge era de 2,77 i el nombre mitjà de persones que vivien en cada família era de 3,16.
Per edats la població es repartia de la següent manera: un 30,9% tenia menys de 18 anys, un 5,2% entre 18 i 24, un 28% entre 25 i 44, un 22% de 45 a 60 i un 13,9% 65 anys o més.
L'edat mediana era de 37 anys. Per cada 100 dones de 18 o més anys hi havia 106 homes.
La renda mediana per habitatge era de 36.875 $ i la renda mediana per família de 40.125 $. Els homes tenien una renda mediana de 25.673 $ mentre que les dones 18.750 $. La renda per capita de la població era de 12.492 $. Entorn del 4,1% de les famílies i el 7% de la població estaven per davall del llindar de pobresa.

## Poblacions més properes
El següent diagrama mostra les poblacions més properes.